# Lävasrivier
De Lävasrivier (Zweeds:Lävasjokk; Samisch:Leavášjohka) is een rivier die stroomt in de Zweedse gemeente Kiruna. De rivier ontstaat in het hooggebergte in het grensgebied van Zweden en Noorwegen. De bergen hebben pieken van meer dan 1700 meter. De rivier vindt haar oorsprong op de oostelijke hellingen van de Vierrucohkka (1736 meter) en de Lävasberg (1468 meter). Ze stroomt door de vallei Leasvášvággi (geen Zweedse naam aanwezig) naar het oosten en vangt water op van talloze bergbeken. Ze moet uitwijken voor een berg en moet daardoor even zuidwaarts om direct weer oostwaarts te gaan. Als ze eenmaal de bergen achter zich heeft gelaten keert ze noordwaarts om binnen enkele kilometer de Rautasrivier in te stromen. De Lävasrivier is 56,850 kilometer lang.
Afwatering: Lävasrivier → Rautasrivier → Torne → Botnische Golf